# Myosoma eumystax
Myosoma eumystax är en stekelart som beskrevs av Mason 1978. Myosoma eumystax ingår i släktet Myosoma och familjen bracksteklar. Inga underarter finns listade i Catalogue of Life.